# 曺宰溱
曺 宰溱（チョ・ジェジン、조재진、1981年7月9日 - ）は、大韓民国坡州市出身の元サッカー選手。ポジションはフォワード。

## 経歴
2000年、高校卒業後にKリーグの水原三星ブルーウィングスに入団。年代別代表には招集されたものの、Kリーグでの試合出場は少なかった。徴兵軽減措置が認められずに2002年からは韓国軍に入隊して光州尚武フェニックスに所属したが、ここでKリーグ出場の機会を増やした。
2年間の兵役を終え、2004年に水原三星に復帰。前年まで韓国代表FWの安貞桓が所属していたJ1の清水エスパルスからのオファーを受け、2004年7月に完全移籍。直後のアテネオリンピックではマリ戦で2得点を決めた。清水では2ndステージの12試合で7ゴールを挙げる。
2005年は1シーズンを通して清水でのプレーとなり、アテネ五輪で共に韓国代表でプレーした崔兌旭も加わって周辺環境は良化したが、相手選手の厳しいマークもあり、9得点に終わる。しかし主力選手の世代交代によるJ2降格の危機が続く清水にとっては貴重なFWで、チームは最終節でJ1残留にこぎ着けた。
2006年には若手選手の成長でチーム力を取り戻した清水の中にあって、ジェジン自身も好調を保ち、ドイツW杯韓国代表に選出された。W杯本大会ではグループリーグの3試合全てに先発出場し、第2戦のフランス戦ではゴール前の競り合いから朴智星の同点ゴールを導いたが、自らのゴールはなく、韓国代表はグループリーグ敗退となった。W杯終了後も清水に残留し、韓国代表にも招集された。Jリーグでは2年連続での2ケタ得点を記録した。
2008年2月、欧州移籍を断念し、全北現代モータースと契約してKリーグへ復帰した。
2009年、全北現代からガンバ大阪へ2年契約で完全移籍した。開幕戦から15試合は出場機会も多く、7得点を決めた。しかし故障でスタメンを外れた時期とチームのスランプからの脱出がほぼ同時期だったこともあり、シーズン中盤以降はサブに回る機会が多くなった。
2010年はルーカスの負傷、その他ブラジル人選手の調整不足やペドロ・ジュニオールの造反行為もあり、開幕から主力を張るが、度重なる負傷に加え平井将生や宇佐美貴史といった若手FWの台頭、更には7月にジュビロ磐田から同じ韓国人の李根鎬の加入もありシーズン終了後、ガンバ大阪を退団。
2011年3月18日、股関節の負傷（先天性股関節異形成）によって現役引退を発表した。

## 人物
- 長身を活かし、クサビを受ける動きやポストプレーに長け、豪快なミドルシュートやコースを狙ったコントロールシュートも持ち合わせる。元々ミッドフィールダーだったという事もあり、足元の技術も高く、両足を器用に使える。サイドに流れることもあるが、一番の武器はヘディングである。
- 韓国国内ではルックスもあいまって非常に人気が高い。CMも多数出演していた。
- 東方神起のユンホと親友同士で、メールや携帯電話で連絡を取り合う仲である。
- 2007年9月1日のJ1第24節、ジュビロ磐田戦では、後半ロスタイムに藤本淳吾のフリーキックに頭から飛び込むシュートを打って先制点を決めた。この時、興奮のあまり自分のユニフォームを脱ぎ、サポーターのいるスタンドに投げ込むというパフォーマンスをした[1]（本人曰く「すぐに試合終了すると思ったので」）が、試合はまだ続いたため、ユニフォームのない上半身裸の彼はピッチに戻れず、警告が与えられた。試合は程なく終了し、彼のゴールで清水が1-0と磐田との静岡ダービーに勝利した。この試合では伊東輝悦の子供が生まれたことを祝う「ゆりかごダンス」をする予定だったが、それを忘れてしまうほどの興奮だったという。
- 清水在籍時、マスコミからは寡黙と評され、試合での活躍と比較するとインタビュー取材を受ける回数が少なかった。その点は退団時に記者団に対して釈明した。
- 大阪の人は韓国人と似ていると思っているようである[2]。
- ガンバ大阪では李根鎬と仲が良く、食事などは共に行動していた。

## 所属クラブ
ユース経歴
- 1997年 - 1999年  大新高等学校

プロ経歴
- 2000年 - 2001年  水原三星ブルーウィングス
- 2002年 - 2003年  光州尚武フェニックス (兵役期間)
- 2004年 - 2004年6月  水原三星ブルーウィングス
- 2004年7月 - 2007年  清水エスパルス
- 2008年  全北現代モータース
- 2009年 - 2010年  ガンバ大阪

## 個人成績
| 国内大会個人成績 | 国内大会個人成績 | 国内大会個人成績 | 国内大会個人成績 | 国内大会個人成績 | 国内大会個人成績 | 国内大会個人成績 | 国内大会個人成績 | 国内大会個人成績 | 国内大会個人成績 | 国内大会個人成績 | 国内大会個人成績 |
| 年度             | クラブ           | 背番号           | リーグ           | リーグ戦         | リーグ戦         | リーグ杯         | リーグ杯         | オープン杯       | オープン杯       | 期間通算         | 期間通算         |
| 年度             | クラブ           | 背番号           | リーグ           | 出場             | 得点             | 出場             | 得点             | 出場             | 得点             | 出場             | 得点             |
| 韓国             | 韓国             | 韓国             | 韓国             | リーグ戦         | リーグ戦         | リーグ杯         | リーグ杯         | FA杯             | FA杯             | 期間通算         | 期間通算         |
| ---------------- | ---------------- | ---------------- | ---------------- | ---------------- | ---------------- | ---------------- | ---------------- | ---------------- | ---------------- | ---------------- | ---------------- |
| 2000             | 水原三星         |                  | Kリーグ          | 5                | 0                | 0                | 0                | 0                | 0                | 5                | 0                |
| 2001             | 水原三星         |                  | Kリーグ          | 3                | 0                | 0                | 0                | 0                | 0                | 3                | 0                |
| 2002             | 光州尚武         |                  | Kリーグ          | 0                | 0                | 0                | 0                | 0                | 0                | 0                | 0                |
| 2003             | 光州尚武         |                  | Kリーグ          | 31               | 3                | 0                | 0                | 2                | 1                | 33               | 4                |
| 2004             | 水原三星         |                  | Kリーグ          | 8                | 1                | 0                | 0                | 0                | 0                | 8                | 1                |
| 日本             | 日本             | 日本             | 日本             | リーグ戦         | リーグ戦         | リーグ杯         | リーグ杯         | 天皇杯           | 天皇杯           | 期間通算         | 期間通算         |
| 2004             | 清水             | 18               | J1               | 12               | 7                | 1                | 1                | 1                | 0                | 14               | 8                |
| 2005             | 清水             | 18               | J1               | 29               | 9                | 7                | 3                | 3                | 2                | 39               | 14               |
| 2006             | 清水             | 18               | J1               | 32               | 16               | 3                | 0                | 2                | 1                | 37               | 17               |
| 2007             | 清水             | 18               | J1               | 28               | 13               | 3                | 1                | 1                | 0                | 32               | 14               |
| 韓国             | 韓国             | 韓国             | 韓国             | リーグ戦         | リーグ戦         | リーグ杯         | リーグ杯         | FA杯             | FA杯             | 期間通算         | 期間通算         |
| 2008             | 全北現代         | 19               | Kリーグ          | 26               | 8                | 5                | 2                | 2                | 1                | 33               | 11               |
| 日本             | 日本             | 日本             | 日本             | リーグ戦         | リーグ戦         | リーグ杯         | リーグ杯         | 天皇杯           | 天皇杯           | 期間通算         | 期間通算         |
| 2009             | G大阪            | 18               | J1               | 25               | 10               | 1                | 0                | 3                | 0                | 29               | 10               |
| 2010             | G大阪            | 18               | J1               | 10               | 0                | 1                | 0                | 1                | 2                | 12               | 2                |
| 通算             | 韓国             | 韓国             | Kリーグ          | 73               | 12               | 5                | 2                | 4                | 2                | 82               | 16               |
| 通算             | 日本             | 日本             | J1               | 136              | 55               | 16               | 5                | 11               | 5                | 163              | 65               |
| 総通算           | 総通算           | 総通算           | 総通算           | 209              | 67               | 21               | 7                | 15               | 7                | 245              | 81               |

その他の公式戦
- 2010年
  - スーパーカップ 1試合0得点

| 国際大会個人成績 | 国際大会個人成績 | 国際大会個人成績 | 国際大会個人成績 | 国際大会個人成績 | FIFA      | FIFA      |
| 年度             | クラブ           | 背番号           | 出場             | 得点             | 出場      | 得点      |
| AFC              | AFC              | AFC              | ACL              | ACL              | クラブW杯 | クラブW杯 |
| ---------------- | ---------------- | ---------------- | ---------------- | ---------------- | --------- | --------- |
| 2009             | G大阪            | 18               | 6                | 1                | -         | -         |
| 2010             | G大阪            | 18               | 4                | 0                | -         | -         |
| 通算             | AFC              | AFC              | 10               | 1                | 0         | 0         |

- Jリーグ初出場： 2004年8月29日 J1 2nd第3節 vsガンバ大阪 (日本平スタジアム)
- Jリーグ初得点： 2004年9月11日 J1 2nd第4節 vsサンフレッチェ広島 (日本平スタジアム)

## 代表歴

### 出場大会
- U-18韓国代表
- U-19韓国代表
- U-22韓国代表
- U-23韓国代表
  - 2004年 アテネオリンピック (ベスト8)
- 韓国代表
  - 2006年 FIFAワールドカップ・ドイツ大会 (グループリーグ敗退)
  - 2007年 AFCアジアカップ タイ・マレーシア・ベトナム・インドネシア大会 (3位)

### 試合数
- 国際Aマッチ 40試合 10得点（2003年-2008年）[3]

| 韓国代表 | 国際Aマッチ | 国際Aマッチ |
| 年       | 出場        | 得点        |
| -------- | ----------- | ----------- |
| 2003     | 7           | 2           |
| 2004     | 3           | 1           |
| 2005     | 3           | 0           |
| 2006     | 14          | 5           |
| 2007     | 10          | 2           |
| 2008     | 3           | 0           |
| 通算     | 40          | 10          |

## タイトル

### クラブ
水原三星ブルーウィングス
- 韓国スーパーカップ：1回 (2000年)
- アジアクラブ選手権：1回 (2000-01)
- アジアスーパーカップ：1回 (2001年)

ガンバ大阪
- 天皇杯：1回 (2009年)